# Halyč
Halyč (ukrajinsky Галич; polsky Halicz; latinsky Halicia) je jedním z nejstarších měst Ukrajiny. Leží na horním toku Dněstru v současné Ivanofrankivské oblasti v Ivanofrankivském rajónu asi 26 km od Ivano-Frankivska (severně směrem na Rohatyn a Lvov), má 6256 obyvatel.

## Dějiny
První (sporná) písemná zmínka z maďarské kroniky pochází z roku 898, údaje slovanského Ipaťjevského letopisu pocházejí z roku 1138. Od roku 1144 zde sídlilo Haličské knížectví, v letech 1238–1272 pak bylo město sídlem celého Haličsko-volyňského knížectví. Město Halyč tak dalo název celému regionu Halič (ukrajinsky Halyčyna), který je dnes rozdělen mezi Polsko a Ukrajinu. Během 14. století se místo vylidnilo a současné městečko Halyč vzniklo o zhruba 5 km dále.
Původ názvu je nejasný; někteří slavisté jej dávají do souvislosti se slovem halka (kavka), což by odpovídalo vyobrazení kavky na znaku města. Kavka figurovala ve znaku Haličského království až do roku 1918.

## Gallerie

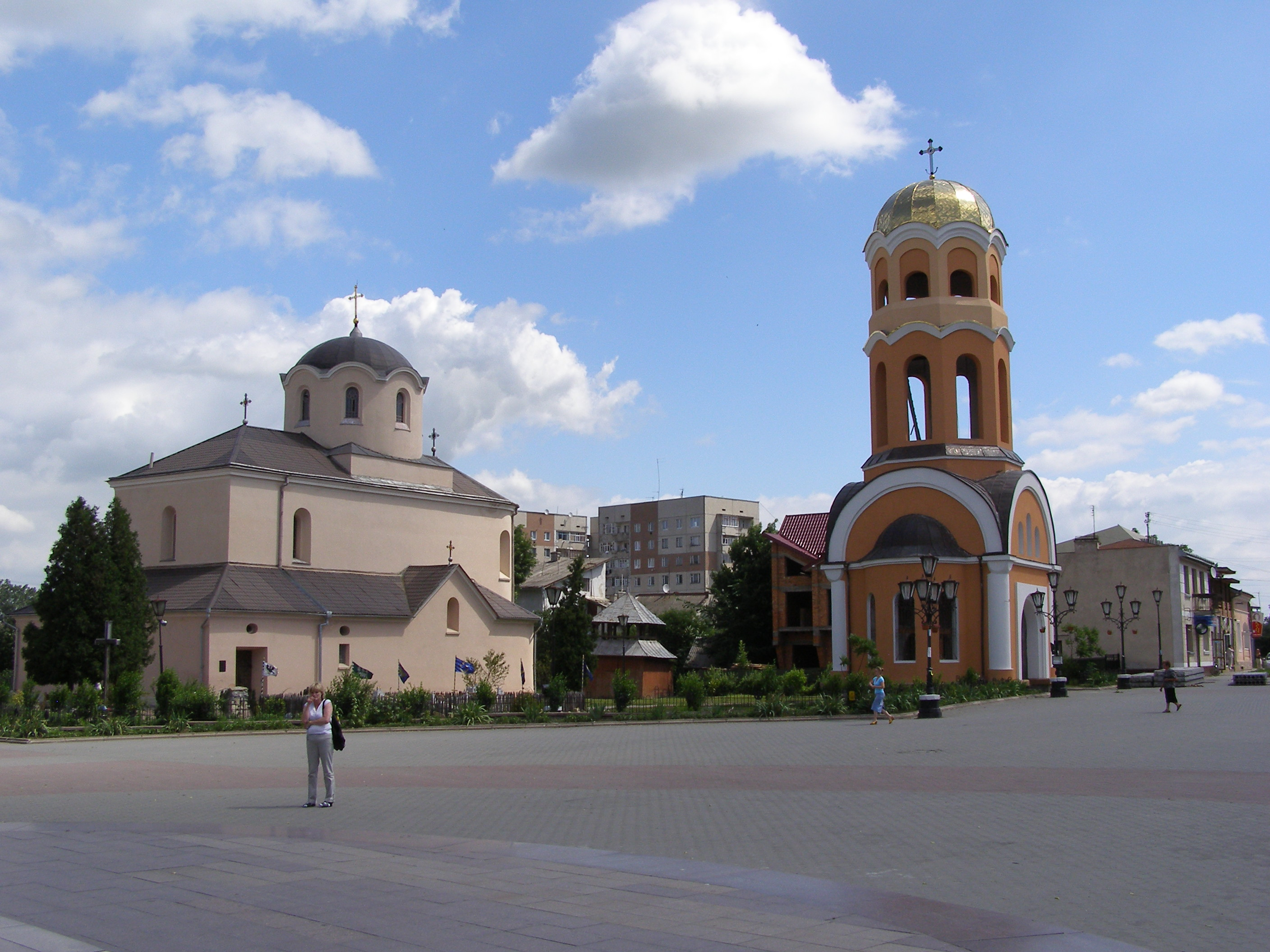
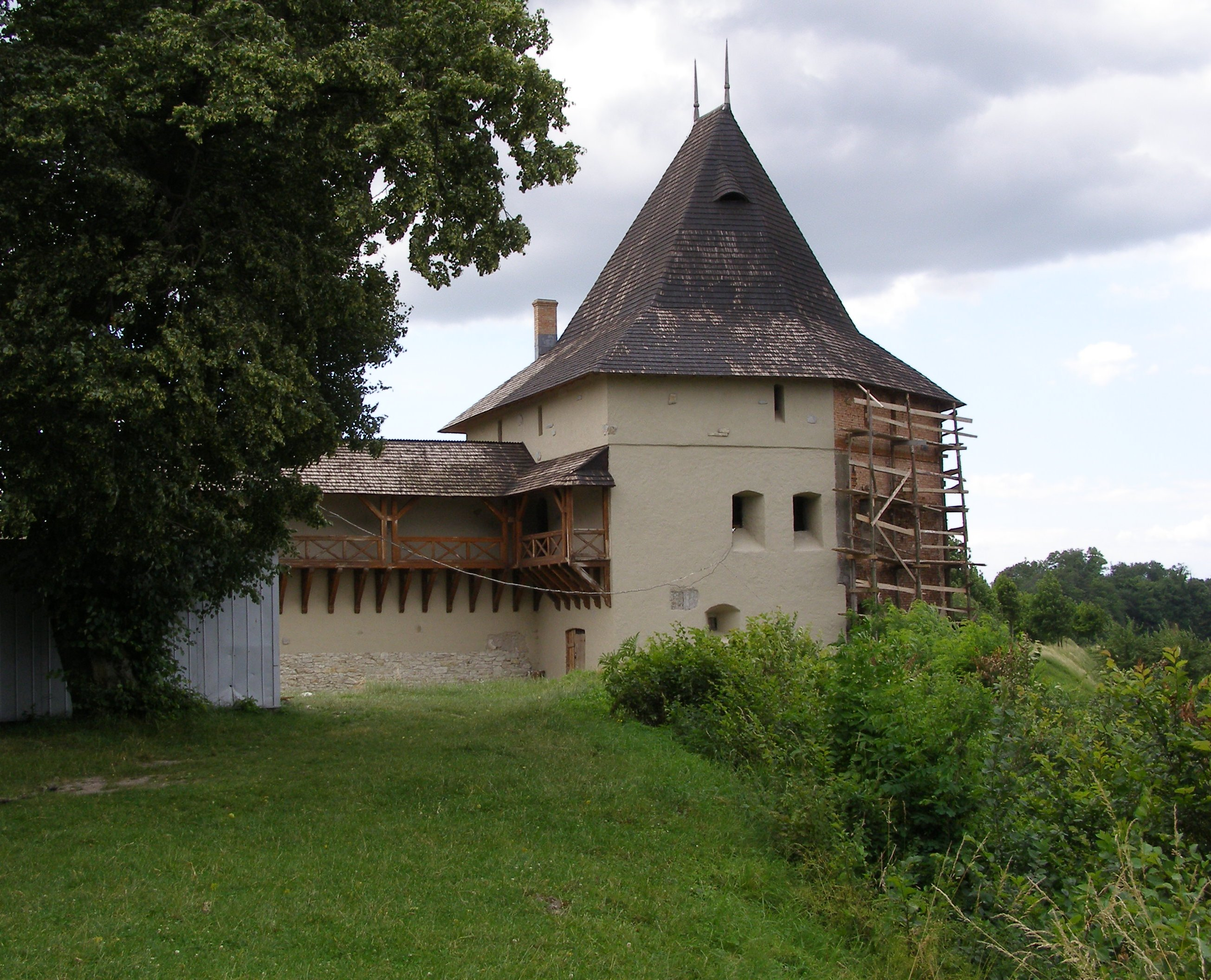
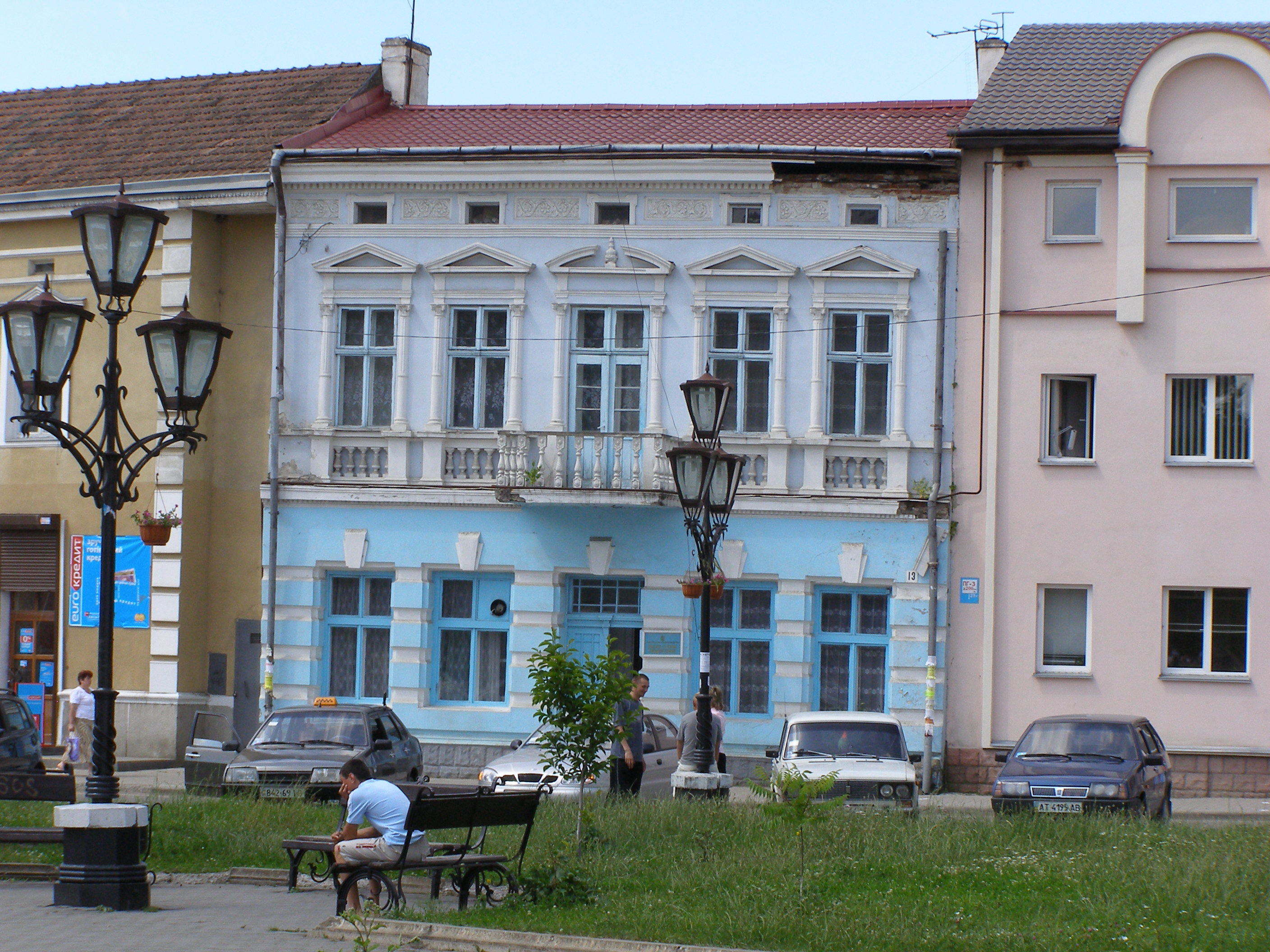
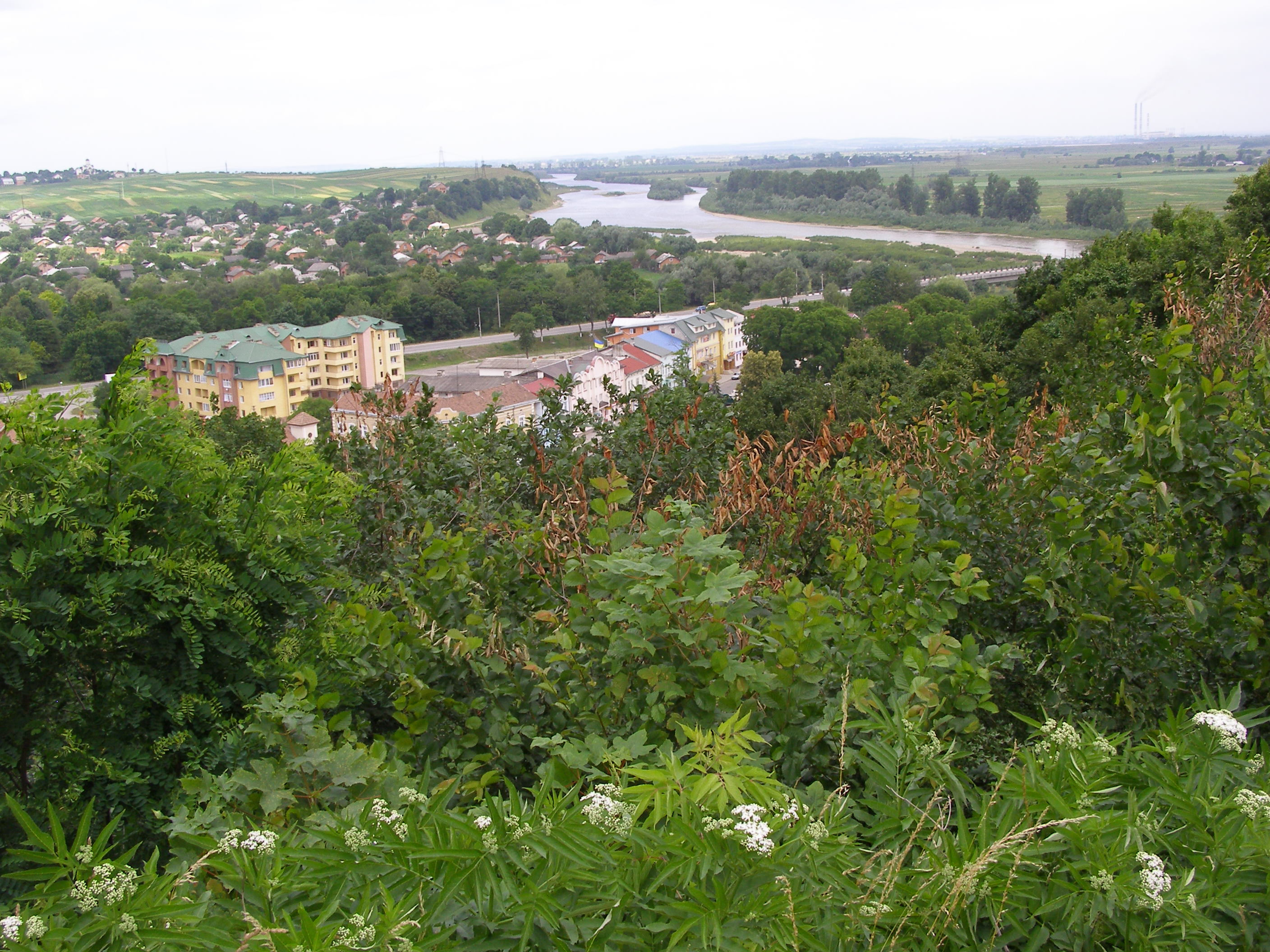
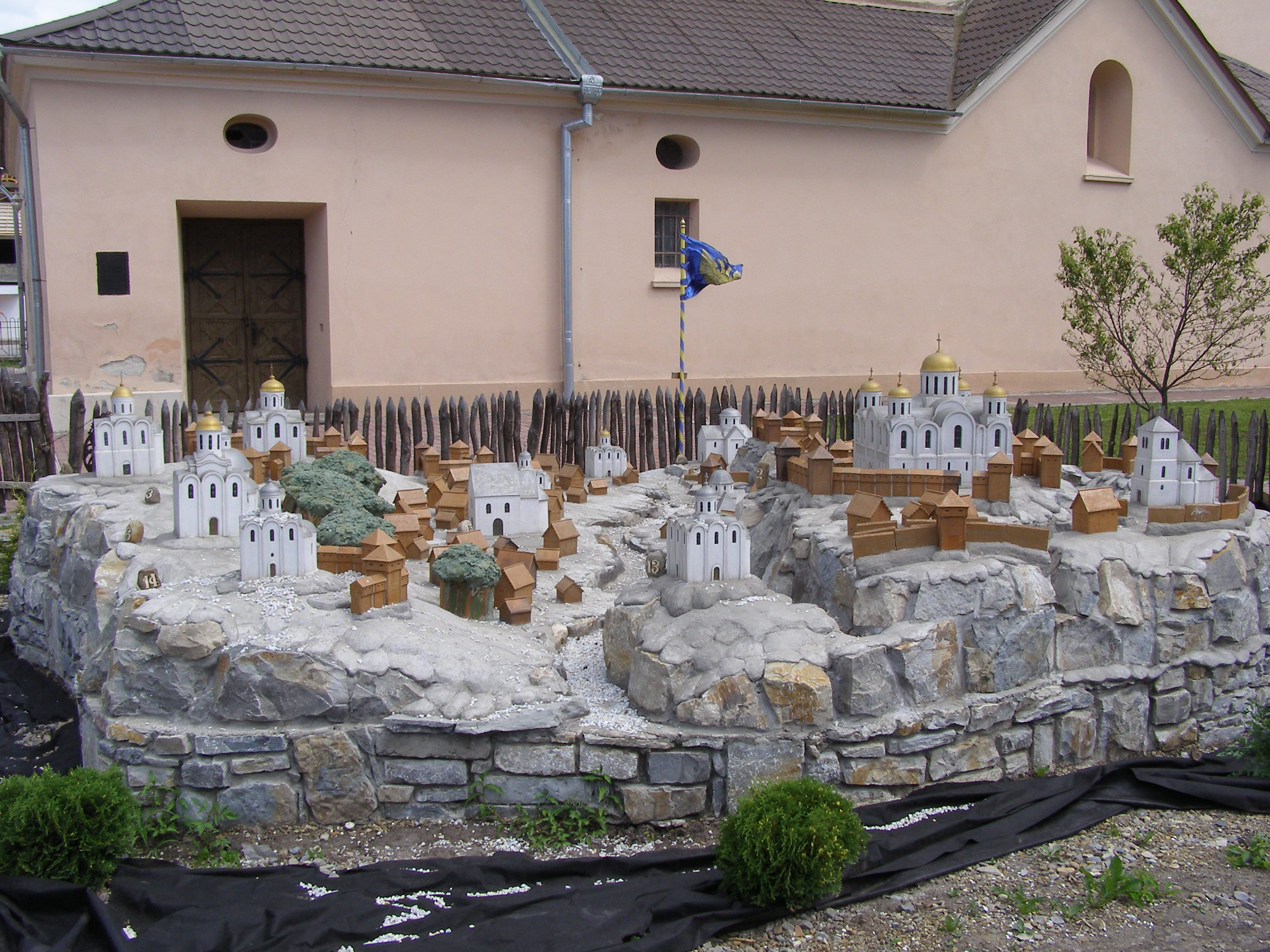
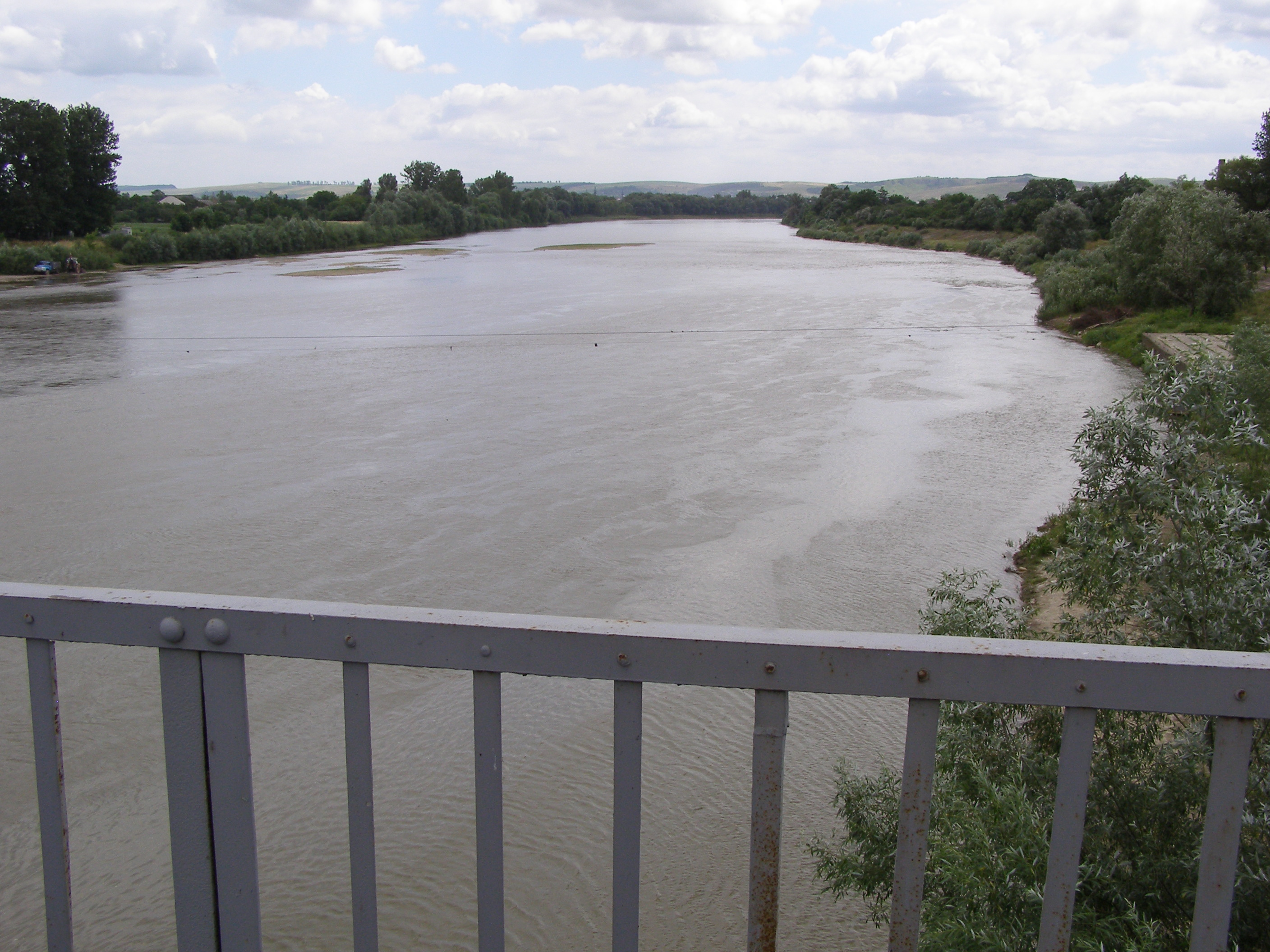
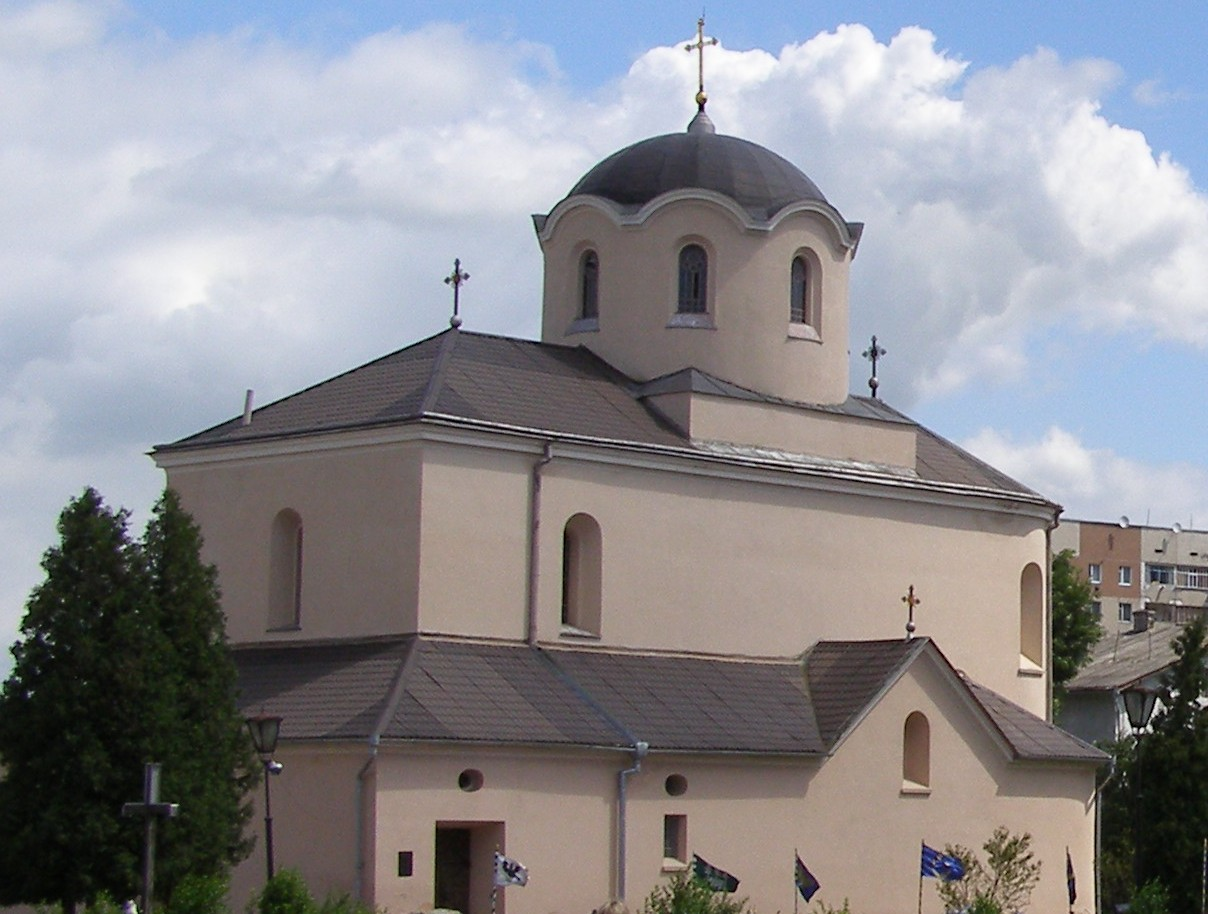
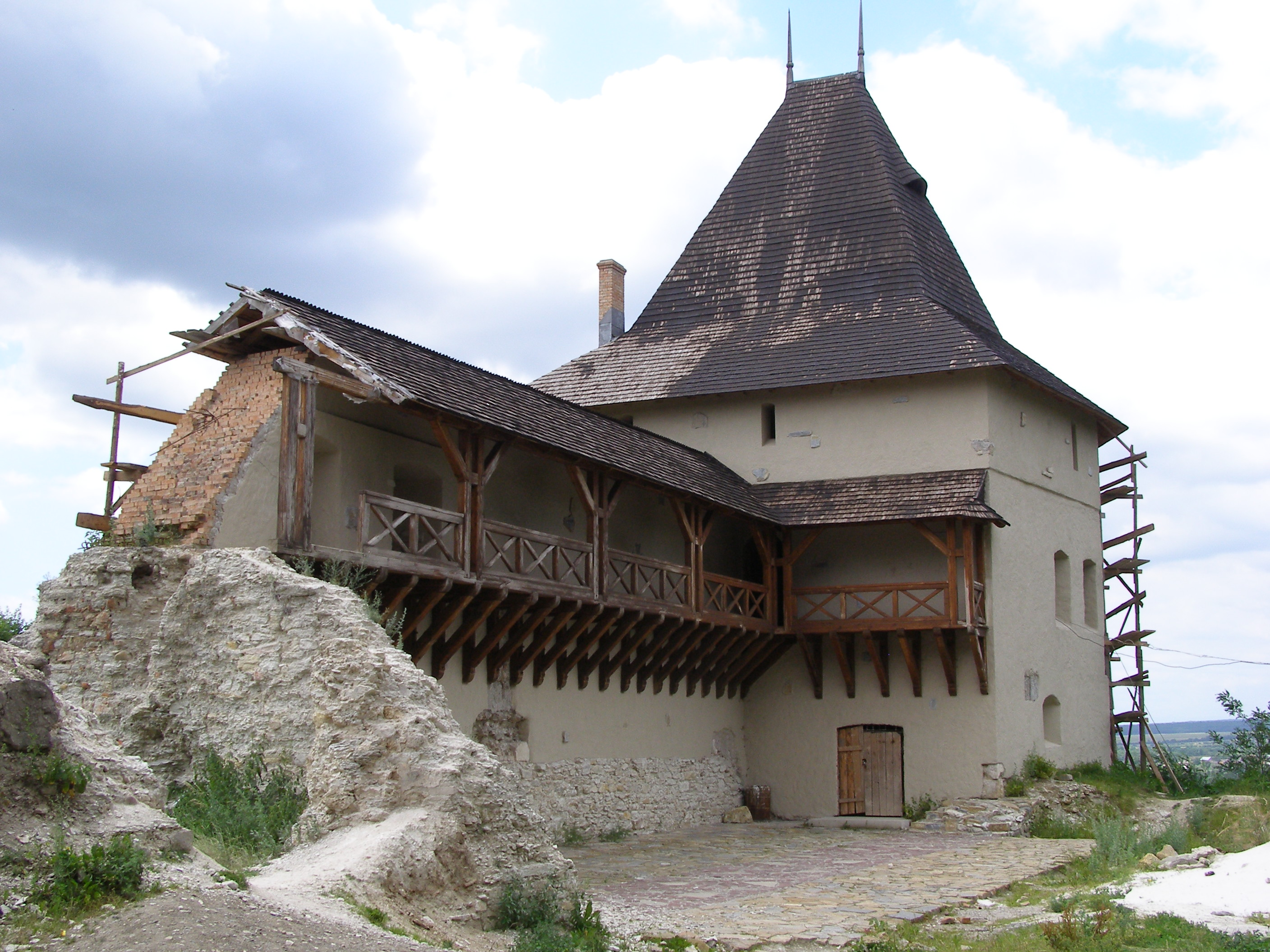
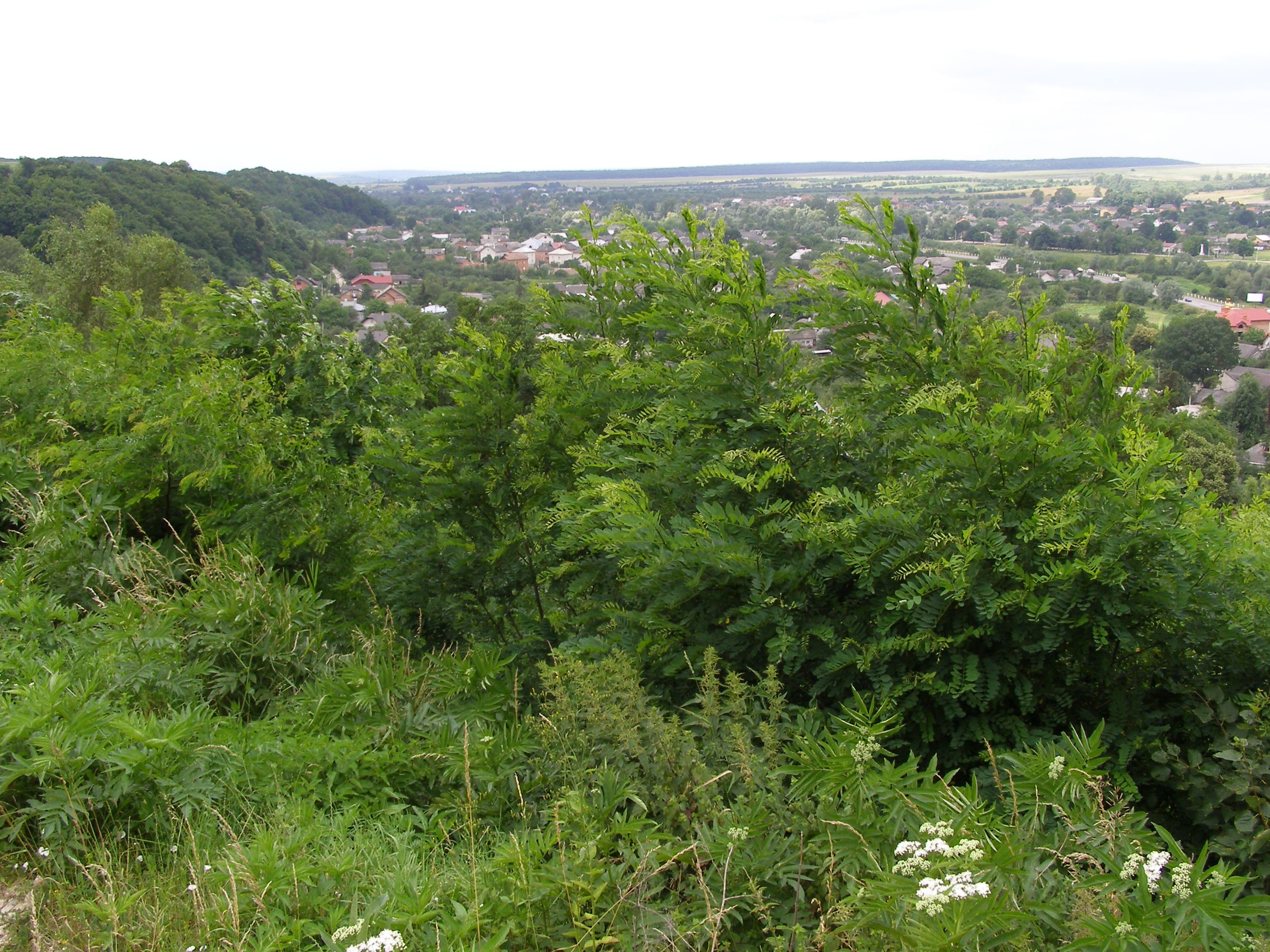
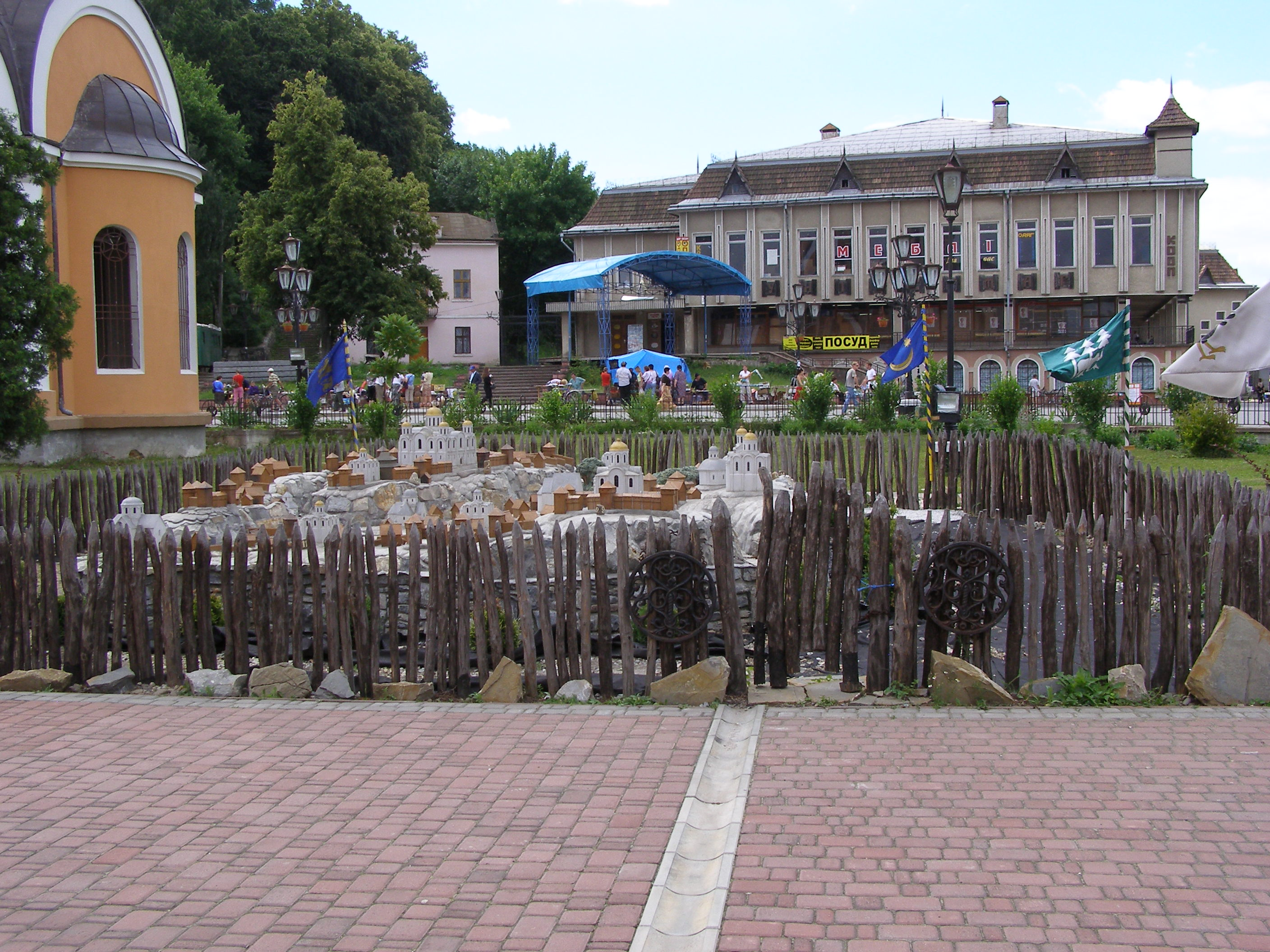
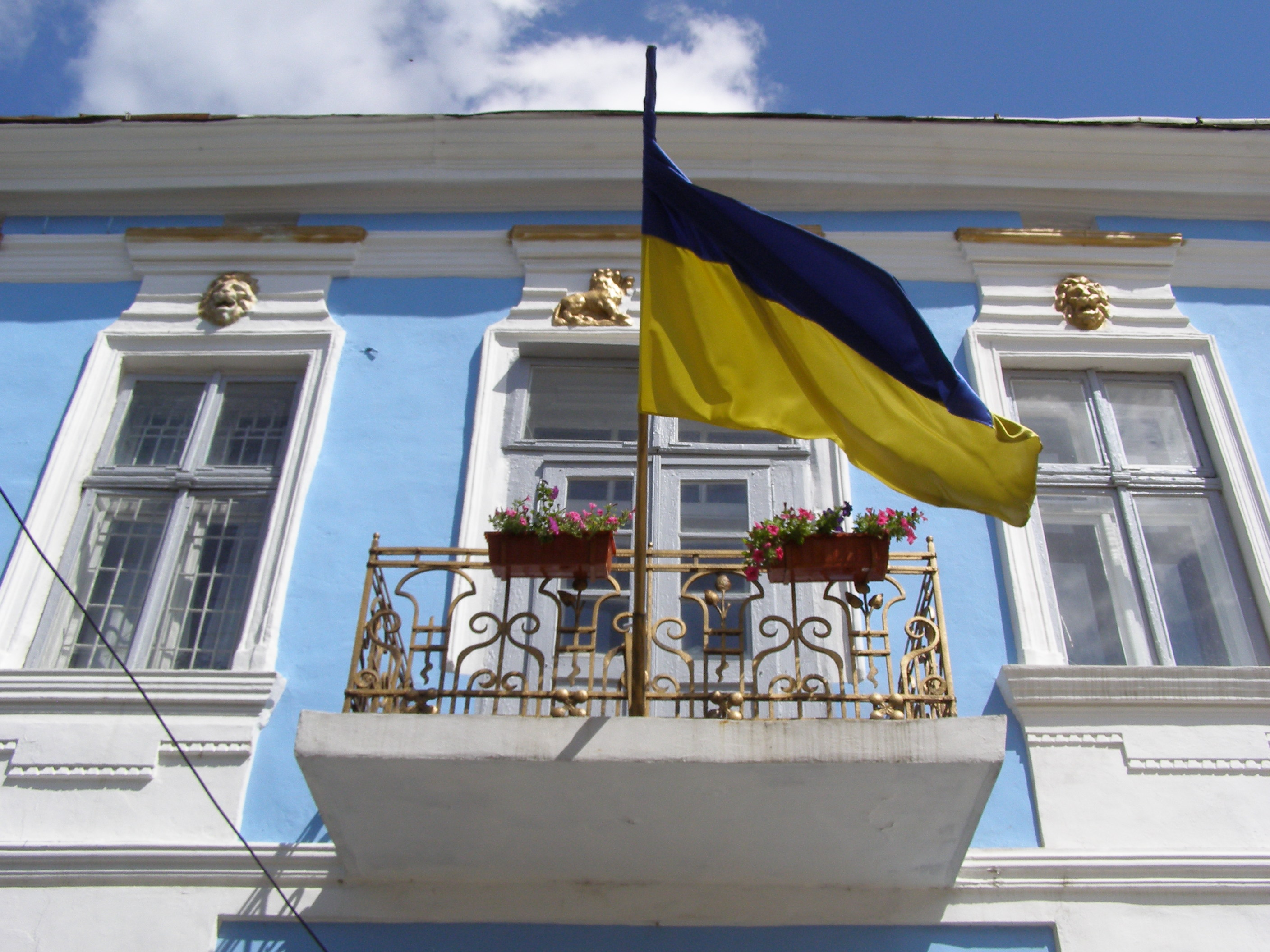